# Christensonia
Christensonia là một chi thực vật có hoa trong họ Lan.